# Alain Leduc
Alain Leduc (Etterbeek, 13 juni 1952) was een Belgisch lid van het Brussels Hoofdstedelijk Parlement.

## Levensloop
In samenwerking met de vakbond ABVV lag Leduc, burgerlijk ingenieur van opleiding, in de jaren 1970 en 1980 mee aan de basis van verschillende verenigingen die zich bezighouden met geletterdheid zoals Collectif Alpha, DEFIS, Lire et écrire, Formation Insertion Jeunes en Collectif Formation Société (CFS). Hij was tevens medeoprichter van opleidingscentrum Cenforgil en van de Université Populaire de Bruxelles.
In 1986 werd hij lid van de PS en werd voor deze partij in 1988 verkozen tot gemeenteraadslid van Sint-Gillis, waar hij van 1994 tot 2012 schepen was. Bij de gemeenteraadsverkiezingen van 2012 was hij geen kandidaat meer. 
Tevens was hij van 1989 tot 1999 en van 2004 tot 2009 lid van het Brussels Hoofdstedelijk Parlement. Ook was hij van 2001 tot 2003 adviseur Stedenbeleid op het kabinet van federaal minister Charles Picqué.